# Англия ждёт, что каждый выполнит свой долг
«Англия ждёт, что каждый выполнит свой долг» (англ. England expects that every man will do his duty) — флажной сигнал, поднятый на флагманском корабле командующего британским флотом адмирала Нельсона «Виктория» перед началом Трафальгарского сражения 21 октября 1805 года.
Изначально Нельсон распорядился отправить сигнал с использованием более книжных слов, однако его подчинённые убедили его использовать самые простые и распространённые слова, которые были бы понятны даже самым малограмотным морякам. На кораблях-адресатах сигнал был записан по-разному, что привело к путанице с воспроизведением точной формулировки сигнала.
По мере того, как Трафальгарское сражение стало использоваться в пропагандистских целях, фраза стала всё чаще цитироваться, в том числе упоминалась в ходе последующих сражений британской армии и флота, и таким образом постепенно внедрилась в массовое сознание англичан.